# Saint-André, Réunion
Saint-André là một xã thuộc tỉnh Réunion.